# Tanga Cement
Tanga Cement – tanzańskie przedsiębiorstwo produkujące cement portlandzki.
Spółka została założona w 1970 roku jako przedsiębiorstwo państwowe. W 1979 roku rozpoczęto budowę zakładu produkcyjnego w Tonga. Zakup wyposażenia fabryki sfinansowano z pożyczki udzielonej przez rząd Danii, a prace budowlane z dotacji od rządu Holandii. Fabryka o zdolnościach produkcyjnych 500 tys. ton cementu rocznie została uruchomiona w 1980 roku. W 1996 roku spółka została sprywatyzowana, 60% udziałów nabył szwajcarski koncern Holcim, a 40% pozostało w pod kontrolą rządu Tanzanii. W 2002 roku akcje spółki zostały wprowadzone na Giełdę Papierów Wartościowych w Dar es Salaam. W 2009 roku zdolności produkcyjne zostały zwiększone do 1,25 mln ton rocznie. 
Firma sprzedaje cement pod marką Simba Cement (słowo simba w suahili oznacza lwa).

## Źródła
- Historia. simbacement.co.tz. [zarchiwizowane z tego adresu (2011-09-08)]. na stronie firmy